# San Luciano, Jalisco
San Luciano är en ort i Mexiko.   Den ligger i kommunen Jocotepec och delstaten Jalisco, i den centrala delen av landet, 500 km väster om huvudstaden Mexico City. San Luciano ligger 1 777 meter över havet och antalet invånare är 233.
Terrängen runt San Luciano är varierad, och sluttar söderut.  Trakten runt San Luciano är nära nog obefolkad, med mindre än två invånare per kvadratkilometer. Närmaste större samhälle är Jocotepec, 3,5 km söder om San Luciano.